# Kenny Saief
Kenneth ("Kenny") Hasan Saief (Arabisch: كينيث حسن "كيني" سيف, Hebreeuws: קנת' חסן "קני" סייף) (Panama City (Florida), 17 december 1993) is een Israëlisch-Amerikaans voetballer. Hij speelt als aanvallende middenvelder voor het Israëlische FC Ashdod. In 2016 debuteerde hij in het Israëlisch voetbalelftal. Hij speelde er twee oefenwedstrijden mee. In 2017 besloot hij voor het Amerikaans voetbalelftal uit te komen.

## Clubcarrière

### Israël
Na 3 clubs in evenveel jaren kwam de doorbraak voor Saief in het seizoen 2013/14 bij Ironi Nir Ramat HaSharon. Hij speelde er 28 keer en vond er 9 keer de weg naar het doel.
Een transfer naar het buitenland werd bemoeilijkt door een discussie met de Israëlische overheid over zijn legerdienst. Hij kreeg echter ondanks zijn resterende dienstplicht uitzonderlijk toestemming van zijn land om in het buitenland te voetballen.

### KAA Gent
Op 8 augustus 2014 tekende Saief een contract voor drie seizoenen bij KAA Gent. Als creatieve aanvallende middenvelder moest Saief bij KAA Gent in eerste instantie de doublure worden voor Danijel Milićević. Hoofdcoach Hein Vanhaezebrouck zag potentieel in Saief, maar verwachtte wel dat hij een aanpassingsperiode nodig zou hebben. Hij maakte zijn debuut voor KAA Gent op 29 augustus 2014 tegen KV Kortrijk. Hij viel in de 82ste minuut in voor Benito Raman. Gent verloor de wedstrijd met 0-1. In de loop van het seizoen veroverde hij geleidelijk een vaste plaats in de basiself. Datzelfde seizoen behaalde Saief met KAA Gent de landstitel.
Ook de twee daaropvolgende seizoenen, 2015/16 en 2016/17, bleef hij een vaste waarde bij het KAA Gent van coach Hein Vanhaezebrouck. Op 10 mei 2016 werd zijn contract bij KAA Gent verlengd tot 2020.
In het begin van het seizoen 2017/18 kreeg hij last van pubalgie. Hij onderging een operatie maar liep bijkomend een infectie op, waardoor hij pas eind november voor het eerst weer in actie kwam met een invalbeurt.

### RSC Anderlecht
Tijdens het wintermercato van seizoen 2017-2018 trok Saief naar RSC Anderlecht. Hier werd hij herenigd met de coach die zijn carrière in België lanceerde, Hein Vanhaezebrouck, die drie maanden eerder van Gent naar Anderlecht overstapte. Anderlecht huurde Saief tot het einde van het seizoen en lichtte daarna de bijhorende aankoopoptie. Echter bij de nieuwe trainer Fred Rutten kwam hij op een zijspoor. In maart 2019 werd Saief verhuurd aan FC Cincinnati met een aankoopoptie. Het jaar daarop werd hij verhuurd aan Lechia Gdańsk.

### FC Ashdod
Na die uitleenbeurten werd Saief begin september 2021 getransfereerd van RSC Anderlecht naar het Israëlische FC Ashdod.

## Clubstatistieken
| Seizoen     | Club                       | Competitie          | Competitie | Competitie | Competitie | Beker | Beker | Beker | Internationaal | Internationaal | Internationaal | Totaal | Totaal | Totaal |
| Seizoen     | Club                       | Competitie          | Wed.       | Dlp.       | Ass.       | Wed.  | Dlp.  | Ass.  | Wed.           | Dlp.           | Ass.           | Wed.   | Dlp.   | Ass.   |
| ----------- | -------------------------- | ------------------- | ---------- | ---------- | ---------- | ----- | ----- | ----- | -------------- | -------------- | -------------- | ------ | ------ | ------ |
| 2010/11     | Hapoel Bnei Sachnin        | Ligat Ha'Al         | 6          | 0          | 0          | 0     | 0     | 0     | —              | —              | —              | 6      | 0      | 0      |
| Club Totaal | Club Totaal                | Club Totaal         | 6          | 0          | 0          | 0     | 0     | 0     | 0              | 0              | 0              | 6      | 0      | 0      |
| 2012/13     | Hapoel Haifa               | Ligat Ha'Al         | 3          | 0          | 0          | 0     | 0     | 0     | —              | —              | —              | 3      | 0      | 0      |
| Club Totaal | Club Totaal                | Club Totaal         | 3          | 0          | 0          | 0     | 0     | 0     | 0              | 0              | 0              | 3      | 0      | 0      |
| 2012/13     | Hapoel Ironi Kiryat Shmona | Ligat Ha'Al         | 2          | 0          | 0          | 0     | 0     | 0     | —              | —              | —              | 2      | 0      | 0      |
| Club Totaal | Club Totaal                | Club Totaal         | 2          | 0          | 0          | 0     | 0     | 0     | 0              | 0              | 0              | 2      | 0      | 0      |
| 2013/14     | Ironi Nir Ramat HaSharon   | Ligat Ha'Al         | 28         | 9          | 0          | 1     | 0     | 0     | —              | —              | —              | 29     | 9      | 0      |
| Club Totaal | Club Totaal                | Club Totaal         | 28         | 9          | 0          | 1     | 0     | 0     | 0              | 0              | 0              | 29     | 9      | 0      |
| 2014/15     | KAA Gent                   | Jupiler Pro League  | 20         | 2          | 0          | 4     | 1     | 0     | —              | —              | —              | 24     | 3      | 0      |
| 2015/16     | KAA Gent                   | Jupiler Pro League  | 28         | 4          | 3          | 2     | 0     | 0     | 7              | 0              | 1              | 37     | 4      | 4      |
| 2016/17     | KAA Gent                   | Jupiler Pro League  | 31         | 7          | 3          | 3     | 0     | 0     | 13             | 1              | 2              | 47     | 8      | 5      |
| 2017/18     | KAA Gent                   | Jupiler Pro League  | 3          | 0          | 0          | 2     | 0     | 0     | —              | —              | —              | 5      | 0      | 0      |
| Club Totaal | Club Totaal                | Club Totaal         | 82         | 13         | 6          | 11    | 1     | 0     | 20             | 1              | 3              | 113    | 15     | 9      |
| 2017/18     | → RSC Anderlecht           | Jupiler Pro League  | 17         | 1          | 3          | 0     | 0     | 0     | —              | —              | —              | 17     | 1      | 3      |
| 2018/19     | RSC Anderlecht             | Jupiler Pro League  | 12         | 0          | 1          | 0     | 0     | 0     | 5              | 0              | 0              | 17     | 0      | 1      |
| Club Totaal | Club Totaal                | Club Totaal         | 29         | 1          | 4          | 0     | 0     | 0     | 5              | 0              | 0              | 34     | 1      | 4      |
| 2019        | → FC Cincinnati            | Major League Soccer | 9          | 1          | 2          | 0     | 0     | 0     | —              | —              | —              | 9      | 1      | 2      |
| Club Totaal | Club Totaal                | Club Totaal         | 9          | 1          | 2          | 0     | 0     | 0     | 0              | 0              | 0              | 9      | 1      | 2      |
| 2019/20     | → Lechia Gdańsk            | Ekstraklasa         | 11         | 1          | 1          | 0     | 0     | 0     | —              | —              | —              | 11     | 1      | 1      |
| 2020/21     | → Lechia Gdańsk            | Ekstraklasa         | 22         | 0          | 1          | 1     | 0     | 0     | —              | —              | —              | 23     | 0      | 1      |
| Club Totaal | Club Totaal                | Club Totaal         | 33         | 1          | 2          | 1     | 0     | 0     | 0              | 0              | 0              | 34     | 1      | 2      |
| 2021/22     | → FC Ashdod                | Ligat Ha'Al         | 30         | 4          | 4          | 1     | 0     | 0     | —              | —              | —              | 31     | 4      | 4      |
| Club Totaal | Club Totaal                | Club Totaal         | 30         | 4          | 4          | 1     | 0     | 0     | 0              | 0              | 0              | 31     | 4      | 4      |
| 2022/23     | Neftchi Baku               | Premyer Liqa        | 11         | 2          | 3          | 0     | 0     | 0     | 4              | 2              | 1              | 15     | 4      | 4      |
| Club Totaal | Club Totaal                | Club Totaal         | 11         | 2          | 3          | 0     | 0     | 0     | 4              | 2              | 1              | 15     | 4      | 4      |
| TOTAAL      | TOTAAL                     | TOTAAL              | 203        | 27         | 17         | 13    | 1     | 0     | 29             | 3              | 4              | 245    | 31     | 21     |

## Interlandcarrière
Op 23 maart 2016 maakte Saief zijn debuut in het Israëlisch voetbalelftal in een vriendschappelijke interland in en tegen Kroatië. In 2017 besloot hij voor het Amerikaans voetbalelftal uit te komen, wat mogelijk was omdat hij enkel vriendschappelijke interlands voor Israël had gespeeld.
| Interlands van Kenny Saief voor Israël           | Interlands van Kenny Saief voor Israël | Interlands van Kenny Saief voor Israël | Interlands van Kenny Saief voor Israël | Interlands van Kenny Saief voor Israël | Interlands van Kenny Saief voor Israël | Interlands van Kenny Saief voor Israël |
| №                                                | Datum                                  | Wedstrijd                              | Uitslag                                | Soort wedstrijd                        | Doelpunten                             | Assists                                |
| Als speler bij KAA Gent                          | Als speler bij KAA Gent                | Als speler bij KAA Gent                | Als speler bij KAA Gent                | Als speler bij KAA Gent                | Als speler bij KAA Gent                | Als speler bij KAA Gent                |
| ------------------------------------------------ | -------------------------------------- | -------------------------------------- | -------------------------------------- | -------------------------------------- | -------------------------------------- | -------------------------------------- |
| 1.                                               | 23 maart 2016                          | Kroatië – Israël                       | 2 – 0                                  | Vriendschappelijk                      | 0                                      | 0                                      |
| 2.                                               | 31 mei 2016                            | Servië – Israël                        | 3 – 1                                  | Vriendschappelijk                      | 0                                      | 0                                      |
| Interlands van Kenny Saief voor Verenigde Staten |                                        |                                        |                                        |                                        |                                        |                                        |
| Als speler bij KAA Gent                          |                                        |                                        |                                        |                                        |                                        |                                        |
| 1.                                               | 1 juli 2017                            | Verenigde Staten – Ghana               | 2 – 1                                  | Vriendschappelijk                      | 0                                      | 0                                      |
| Als speler bij RSC Anderlecht                    |                                        |                                        |                                        |                                        |                                        |                                        |
| 2.                                               | 28 maart 2018                          | Verenigde Staten – Paraguay            | 1 – 0                                  | Vriendschappelijk                      | 0                                      | 0                                      |
| 3.                                               | 12 oktober 2018                        | Verenigde Staten – Colombia            | 2 – 4                                  | Vriendschappelijk                      | 0                                      | 0                                      |
| 4.                                               | 15 november 2018                       | Engeland – Verenigde Staten            | 3 – 0                                  | Vriendschappelijk                      | 0                                      | 0                                      |
| Totaal                                           | Totaal                                 | Totaal                                 | Totaal                                 | Totaal                                 | 0                                      | 0                                      |
| Bijgewerkt t.e.m. 6 september 2021.              |                                        |                                        |                                        |                                        |                                        |                                        |

## Erelijst
KAA Gent
- Eerste klasse A: 2014/15
- Belgische Supercup: 2015